# The Adventures of Huck Finn (1993)
The Adventures of Huck Finn (Nederlands: De Avonturen van Huck Finn) is een Amerikaanse avonturenfilm uit 1993. De film speelt zich af rond het jaartal 1840 langs de rivier De Mississippi in de USA. De film is geregisseerd door Stephen Sommers en is gebaseerd op het gelijknamige boek van Mark Twain. De hoofdrollen zijn weggelegd voor Elijah Wood als Huck Finn en Courtney B. Vance als slaaf Jim.

## Verhaal
Het is 1839, Huck Finn, de zoon van de pas gestorven dronkaard, is met een paar andere kwajongens aan het stoeien, maar raakt afgeleid doordat hij het vlot van zijn vader ziet. Huck vlucht naar weduwe Douglas waar hij nog diezelfde avond wordt gekidnapt door zijn vader, die nog blijkt te leven. Huck wordt meegenomen naar het kleine houten huisje van zijn vader. Die nacht probeert zijn vader Huck te doden, maar dit mislukt. De volgende dag gaat de vader van Huck naar het dorp om eten te kopen. Huck kan hierdoor zijn eigen dood in scène te zetten. Dit doet hij door een wasbeer te doden en de meubels omver te gooien. Huck vlucht naar een eilandje waar hij de slaaf Jim tegenkomt. Jim wil naar het noorden reizen, waar de Vrije Staten liggen, om genoeg geld te verdienen zodat hij zijn gezin vrij kan kopen. Ze reizen 's nachts over de Mississippi waar een stoomboot hun vlot sloopt. Huck belandt bij een familie die grote ruzie heeft met de andere familie. De ene familie vermoordt het jongste kind van de andere familie. Jim blijkt bij de andere familie als slaaf te werken en als ze elkaar zien, besluiten ze verder te reizen. Onderweg komen ze twee oplichters tegen, de "Hertog" en de "Koning". Ze gaan zich voordoen als de broers van een recentelijk overleden rijke man. Ze worden later betrapt door de echte broers. Nu Huck en Jim niet meer afhankelijk zijn van de Hertog en de Koning besluiten ze om opnieuw verder te reizen, maar Jim komt erachter dat zijn eigenaresse gestorven is, zodat hij en zijn gezin vrij zijn. Ook is Hucks vader gestorven, dus besluit Huck om naar het territorium van de indianen af te reizen.

## Rolverdeling
| Acteur                  | Personage               |
| ----------------------- | ----------------------- |
| Elijah Wood             | Huckleberry "Huck" Finn |
| Courtney B. Vance       | Jim                     |
| Robbie Coltrane         | The Duke                |
| Jason Robards           | The King                |
| Ron Perlman             | Pap Finn                |
| Dana Ivey               | Widow Douglas           |
| Mary Louise Wilson      | Miss Watson             |
| Anne Heche              | Mary Jane Wilks         |
| James Gammon            | Deputy Hines            |
| Paxton Whitehead        | Harvey Wilks            |
| Tom Aldredge            | Dr. Robinson            |
| Renée O'Connor          | Julia Wilks             |
| Laura Bundy             | Susan Wilks             |
| Curtis Armstrong        | Country Jake            |
| Frances Conroy          | Scrawny Shanty Woman    |
| Daniel Tamberelli       | Ben Rodgers             |
| Garette Ratliff Henson  | Billy Grangerford       |
| Stephen Sommers (cameo) | Silhouetted man         |